# Leichtathletik-Länderkampf der Männer 1962 BR Deutschland – Südamerika
| 10. Leichtathletik-Länderkampf mit bundesdeutscher Beteiligung 1962 | 10. Leichtathletik-Länderkampf mit bundesdeutscher Beteiligung 1962 |               |
| ------------------------------------------------------------------- | ------------------------------------------------------------------- | ------------- |
|                                                                     |                                                                     |               |
| Ländervergleich der Männer: BR Deutschland – Südamerika             |                                                                     |               |
| Austragungsort                                                      | Saarbrücken                                                         |               |
| Wettbewerbe                                                         | 20                                                                  |               |
| Datum                                                               | 20./21. Oktober 1962                                                |               |
| 1. FRG 2. Südamerika                                                | 132 Punkte 079 Punkte                                               |               |
| Chronik                                                             |                                                                     |               |
| ← POL-FRG (F)                                                       | IND-FRG (M) →                                                       | IND-FRG (M) → |

Im zehnten Vergleich des Länderkampfjahres 1962 kam es zu einer Premiere. Zum ersten Mal trat Deutschland gegen eine Kontinentalauswahl an. Es war eine Begegnung mit Südamerika, die durch Athleten aus Argentinien, Brasilien, Chile, Kolumbien, Guatemala, Peru und Venezuela vertreten wurde. Das Aufeinandertreffen fand am 20./21. Oktober in Saarbrücken statt.

## Wettbewerbe und Modus
Auf dem Programm standen die bei Länderkämpfen üblichen zwanzig Disziplinen. Aus dem olympischen Wettbewerbskatalog fehlten nur der Marathonlauf, die beiden Gehdisziplinen und der Zehnkampf. Die Wertung erfolgte in den Einzeldisziplinen nach dem Standardsystem, in den Staffeln wurden die Punkte abweichend vom Standard mit vier zu eins anstelle von fünf zu zwei Punkten vergeben.

## Ergebnis
Das bundesdeutsche Team war in allen Belangen überlegen. Sieben Laufwettbewerbe gingen mit vier Doppelerfolgen an Deutschland, während die südamerikanischen Vertreter hier zu drei Siegen ohne Doppelerfolg kamen. Die bundesdeutsche Mannschaft sicherte sich auch beide Staffeln und gewann drei Sprünge bei zwei Doppelerfolgen. Für Südamerika blieb in diesem Bereich der Sieg im Hochsprung. Besonders groß war die bundesdeutsche Dominanz bei den Wurf-/Stoßdisziplinen, die ausnahmslos an die Bundesrepublik Deutschland gingen und in denen es drei Doppelerfolge gab. So endete der Vergleich mit einem klaren bundesdeutschen Sieg. Die Mannschaft gewann mit 132 zu 79 Punkten.

## Legende
Kurze Übersicht zur Bedeutung der Symbolik – so üblicherweise auch in sonstigen Veröffentlichungen verwendet:
| DNS | nicht am Start (did not start) |

## Resultate

### 100 m
| Platz | Athlet             | Land | Zeit (s) |
| ----- | ------------------ | ---- | -------- |
| 1     | Peter Gamper       | FRG  | 10,3     |
| 2     | Alfred Hebauf      | FRG  | 10,4     |
| 3     | Arquímedes Herrera | VEN  | 10,5     |
| 4     | Rafael Romero      | VEN  | 10,5     |

Datum: 20. September

### 200 m
| Platz | Athlet             | Land | Zeit (s) |
| ----- | ------------------ | ---- | -------- |
| 1     | Rafael Romero      | VEN  | 21,2     |
| 2     | Heinz Schumann     | FRG  | 21,2     |
| 3     | Manfred Germar     | FRG  | 21,2     |
| 4     | Arquímedes Herrera | VEN  | 21,5     |

Datum: 21. September

### 400 m
| Platz | Athlet             | Land | Zeit (s) |
| ----- | ------------------ | ---- | -------- |
| 1     | Hans-Joachim Reske | FRG  | 46,7     |
| 2     | Jürgen Kalfelder   | FRG  | 47,8     |
| 3     | Juan Carlos Dyrzka | ARG  | 48,0     |
| 4     | Hortensio Fucil    | VEN  | 48,2     |

Datum: 21. September

### 800 m
| Platz | Athlet           | Land | Zeit (min) |
| ----- | ---------------- | ---- | ---------- |
| 1     | Herbert Missalla | FRG  | 1:53,4     |
| 2     | Manfred Kinder   | FRG  | 1:53,4     |
| 3     | José Neira       | COL  | 1:53,9     |
| 4     | Julio Neon       | CHL  | 1:54,7     |

Datum: 20. September

### 1500 m
| Platz | Athlet          | Land | Zeit (min) |
| ----- | --------------- | ---- | ---------- |
| 1     | Karl Eyerkaufer | FRG  | 3:48,2     |
| 2     | José Neira      | COL  | 3:53,6     |
| 3     | Leo Schorr      | FRG  | 3:57,6     |
| 4     | Harvey Berrero  | COL  | 3:58,9     |

Datum: 21. September

### 5000 m
| Platz | Athlet             | Land | Zeit (min) |
| ----- | ------------------ | ---- | ---------- |
| 1     | Horst Flosbach     | FRG  | 14:18,8    |
| 2     | Domingo Amaizón    | ARG  | 14:19,8    |
| 3     | Günther Nordhausen | FRG  | 14:30,8    |
| 4     | Alberto Rios       | ARG  | 14:49,0    |

Datum: 20. September

### 10.000 m
| Platz | Athlet        | Land | Zeit (min) |
| ----- | ------------- | ---- | ---------- |
| 1     | Peter Kubicki | FRG  | 30:06,6    |
| 2     | Gustav Disse  | FRG  | 30:07,4    |
| 3     | Alberto Rios  | ARG  | 30:41,0    |
| 4     | Ricardo Vidal | CHL  | 30:51,6    |

Datum: 21. September

### 110 m Hürden
| Platz | Athlet                   | Land | Zeit (s) |
| ----- | ------------------------ | ---- | -------- |
| 1     | José Telles da Conceição | BRA  | 14,5     |
| 2     | Werner Trzmiel           | FRG  | 14,6     |
| 3     | Carlos Mossa             | BRA  | 14,7     |
| 4     | Walter Pensberger        | FRG  | 14,8     |

Datum: 20. September

### 400 m Hürden
| Platz | Athlet                  | Land | Zeit (s) |
| ----- | ----------------------- | ---- | -------- |
| 1     | Juan Carlos Dyrzka      | ARG  | 51,0     |
| 2     | Jörg Neumann            | FRG  | 51,5     |
| 3     | Helmut Janz             | FRG  | 52,5     |
| 4     | Víctor Maldonado Flores | VEN  | 52,5     |

Datum: 20. September

### 3000 m Hindernis
| Platz | Athlet           | Land | Zeit (min) |
| ----- | ---------------- | ---- | ---------- |
| 1     | Wolfgang Fricke  | FRG  | 9:01,8     |
| 2     | Domingo Amaizón  | ARG  | 9:02,6     |
| 3     | Sebastião Mendes | BRA  | 9:28,2     |
| 4     | Hans Widl        | FRG  | 9:33,6     |

Datum: 21. September

### 4 × 100 m Staffel
| Platz | Besetzung      | Land                                                                    | Zeit (s) |
| ----- | -------------- | ----------------------------------------------------------------------- | -------- |
| 1     | BR Deutschland | Klaus Ulonska Peter Gamper Jochen Bender Manfred Germar                 | 40,1     |
| 2     | Südamerika     | José Telles da Conceição Colho da Suva Arquímedes Herrera Rafael Romero | 40,3     |

Datum: 20. September

### 4 × 400 m Staffel
| Platz | Besetzung      | Land                                                                   | Zeit (min) |
| ----- | -------------- | ---------------------------------------------------------------------- | ---------- |
| 1     | BR Deutschland | Jens Ulbricht Manfred Kinder Johannes Schmitt Hans-Joachim Reske       | 3:14,3     |
| 2     | Südamerika     | José Telles da Conceição Juan Carlos Dyrzka Hortensio Fucil José Neira | 3:18,6     |

Datum: 21. September

### Hochsprung
| Platz | Athlet                | Land | Höhe (m) |
| ----- | --------------------- | ---- | -------- |
| 1     | Theodore Flores       | GTM  | 2,01     |
| 2     | Wolfgang Schillkowski | FRG  | 1,98     |
| 3     | Roberto Abugattas     | PER  | 1,95     |
| 4     | Ingomar Sieghart      | FRG  | 1,95     |

Datum: 21. September

### Stabhochsprung
| Platz | Athlet             | Land | Höhe (m)                  |
| ----- | ------------------ | ---- | ------------------------- |
| 1     | Dieter Möhring     | FRG  | 4,00                      |
| 2     | Luis Meza          | CHL  | 4,00                      |
| 3     | Héctor Thomas      | VEN  | 3,70                      |
| DNS   | Wolfgang Reinhardt | FRG  | beim Einspringen verletzt |

Datum: 20. September

### Weitsprung
| Platz | Athlet                  | Land | Weite (m) |
| ----- | ----------------------- | ---- | --------- |
| 1     | Manfred Steinbach       | FRG  | 7,45      |
| 2     | Jörg Jüttner            | FRG  | 7,09      |
| 3     | Juan Muñez              | VEN  | 7,03      |
| 4     | José Noguerha de Castro | BRA  | 6,87      |

Datum: 20. September

### Dreisprung
| Platz | Athlet           | Land | Weite (m) |
| ----- | ---------------- | ---- | --------- |
| 1     | Hans-Jörg Müller | FRG  | 15,22     |
| 2     | Ingo Schönewolf  | FRG  | 14,78     |
| 3     | Sylvio Moreira   | BRA  | 14,61     |
| 4     | Juan Muñez       | VEN  | 13,15     |

Datum: 21. September

### Kugelstoßen
| Platz | Athlet          | Land | Weite (m) |
| ----- | --------------- | ---- | --------- |
| 1     | Dietrich Urbach | FRG  | 17,49     |
| 2     | Enrique Helf    | ARG  | 16,56     |
| 3     | Werner Heger    | FRG  | 16,33     |
| 4     | Héctor Thomas   | VEN  | 13,72     |

Datum: 21. September

### Diskuswurf
| Platz | Athlet        | Land | Weite (m) |
| ----- | ------------- | ---- | --------- |
| 1     | Jens Reimers  | FRG  | 52,67     |
| 2     | Josef Klik    | FRG  | 50,10     |
| 3     | Enrique Helf  | ARG  | 49,04     |
| 4     | Dieter Gevert | CHL  | 48,02     |

Datum: 20. September

### Hammerwurf
| Platz | Athlet              | Land | Weite (m) |
| ----- | ------------------- | ---- | --------- |
| 1     | Hans Fahsl          | FRG  | 61,33     |
| 2     | Siegfried Perleberg | FRG  | 61,11     |
| 3     | Roberto Chapchap    | BRA  | 55,18     |
| 4     | Orlando Guaita      | CHL  | 53,87     |

Datum: 20. September

### Speerwurf
| Platz | Athlet          | Land | Weite (m) |
| ----- | --------------- | ---- | --------- |
| 1     | Hermann Salomon | FRG  | 75,66     |
| 2     | Rolf Herings    | FRG  | 72,57     |
| 3     | Jesús Rodríguez | VEN  | 68,20     |
| 4     | Héctor Thomas   | VEN  | 46,24     |

Datum: 21. September